# Thomas W. Benoist
Thomas Wesley Benoist (29 décembre 1874 -- 14 juin 1917) est un aviateur et constructeur d'avions américain. Au cours d'une carrière aéronautique de seulement dix ans, il crée la première société de distribution de pièces d'avion au monde, l'une des premières entreprises américaines de fabrication d'avions et une école de pilotage réputée. De janvier à avril 1914 il exploite la première compagnie aérienne régulière au monde.

## Biographie

### Jeunesse
Thomas Benoist est né le 29 décembre 1874 à Irondale (Missouri), fils de Pierre E. Benoist et d'Anna S. Gregory.
Il est l'un des premiers industriels de Saint-Louis (Missouri), qui prospère dans l'industrie automobile dès 1904.

### Foire commerciale de Louisiane
En 1904, Benoist était parmi les sponsors d'une machine volante plus légère que l'air, intermédiaire entre un dirigeable et un hélicoptère que l'aérostier John Berry a tenté de piloter cette année-là, lors de la Louisiana Purchase Exposition (Foire commerciale de Louisiane), également connue sous le nom d'Exposition universelle de Saint-Louis. Alors qu'il assistait à la foire, il a remarqué un ballon d'observation attaché à une altitude de 1 000 ft (300 m) et des démonstrations de planeurs réalisées par William Avery, un associé du célèbre pionnier de l'aviation Octave Chanute. Malgré l'échec de l'aéronef de Berry, ce que Benoist a vu à la foire a éveillé son intérêt pour l'aviation et il a orienté sa future carrière dans ce sens.

### Aerosco
En 1907, Benoist, en partenariat avec E. Percy Noel, fonde l'Aeronautic Supply Company, connue sous le nom d' Aerosco, le premier distributeur de pièces d'avion au monde. Au début, Aerosco se limitait au commerce de matières premières et de pièces destinées aux expériences aéronautiques, mais elle s'est rapidement développée pour vendre des kits permettant aux clients d'assembler des avions complets, y compris ceux des principaux constructeurs de l'époque, comme les monoplans Blériot, les biplans Curtiss ou Farman, ou encore le Wright Flyer. Il vend également une large gamme de livres sur des sujets aéronautiques.

### Pilote

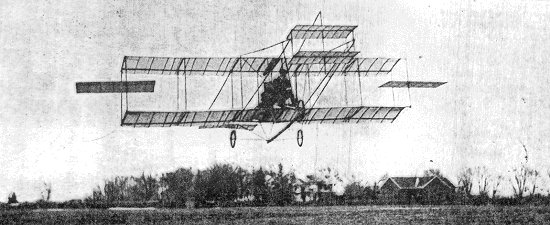
Premier vol de Benoist, dans un biplan Gill-Curtiss, à Kinloch, le 18 septembre 1910

Benoist achète un avion de type Curtiss construit par Howard Gill (en) et apprend à le piloter, effectuant son premier vol le 18 septembre 1910 sur le terrain du Kinloch Park Aero Club à Kinloch (Missouri),.
Il effectue des vols de démonstration dans le Midwest et le sud des États-Unis, mais lors d'un accident en vol, il subit une blessure qui l'empêche de participer à un meeting aérien international à la mi-octobre 1910.

### Aerosco Flying School et Benoist Aircraft Company
En mars 1911, Benoist crée à Kinloch Field une école de pilotage qui attire bientôt des élèves-pilotes de tous les États-Unis ; elle fut plus tard rebaptisée Benoist Flying School. À peu près au même moment, il rachète les parts de son partenaire et déménage la société Aerosco vers des installations plus grandes dans la banlieue de Saint-Louis, la rebaptisant Benoist Aircraft Company (en). Avec ce changement de nom, il réoriente l'entreprise du commerce de pièces et de kits aéronautiques pour avions d'autres fabricants vers la construction d'avions de conception originale. Comme étape intermédiaire, il conçoit et fabrique une version de l'avion Curtiss-Gill qu'il avait acheté en 1910. L'école de pilotage et l'entreprise de fabrication connaissent un tel succès que les avions et les pilotes Benoist font bientôt leur apparition partout aux États-Unis ,.
Le 20 octobre 1911, l'usine Benoist Aircraft brûle entièrement, détruisant cinq avions complets, de nombreux outils, machines et tous les dossiers de l'entreprise. Bien que la perte ne soit pas assurée, Benoist rebondit rapidement, ouvrant une nouvelle usine à proximité, faisant entrer l'aviateur Tony Jannus – qui deviendra bientôt son pilote en chef – dans l'entreprise en novembre 1911, et concevant et construisant le premier avion Benoist de conception complètement originale, le biplan à hélice propulsive Type XII "Headless", avant la fin de 1911 .
En 1912, Benoist Aircraft était l’une des principales compagnies aéronautiques au monde.
Le Type XII "Headless" est entré dans l'histoire lorsque, piloté par Tony Jannus, il largue Albert Berry (en) au-dessus de Kinloch Field le 1er mars 1912, accomplissant ainsi le premier saut en parachute au monde depuis un avion. Les améliorations apportées au Type XII ont conduit, plus tard dans l'année, au développement du Type XII "Land Tractor" (en) qui, configuré en hydravion, a établi un record de distance pour un vol au-dessus de l'eau lors d'un voyage de 1 973 miles (3 175 km) au-dessus des fleuves Missouri et Mississippi depuis Omaha (Nebraska), jusqu'à la Nouvelle-Orléans (Louisiane), entre le 6 novembre et le 16 décembre 1912. Jannus a réalisé 42 démonstrations aériennes au cours du périple, faisant découvrir l'aviation à des milliers de personnes du Centre et du Sud des États-Unis.
En décembre 1912, Benoist Aircraft a produit son premier hydravion, le Type XIII "Lake Cruiser", dont la société a largement fait la démonstration au cours de l'été 1913. Un plus grand hydravion, le type XIV, suivit bientôt.
Au cours de la campagne de fiabilité, dite "Croisière des Grands Lacs" en 1913, Benoist engagea trois avions, pilotés par Antony Jannus, Hugh Robinson (en) et Benoist lui-même. Tout au long du printemps et de l'été, le bulletin d'information Aero and Hydro, publié par E. Percy Noel, partenaire de Benoist, a fait la promotion de cette campagne de fiabilité, citant les avions Benoist parmi les trois premiers participants.

### Première compagnie aérienne régulière
En 1913, Percival E. Fansler fait appel à Benoist pour démarrer un service de passagers aériens utilisant les nouveaux hydravions de Benoist Aircraft pour relier St. Pétersburg (Floride) et Tampa (Floride), deux villes qui, à l'époque, étaient distantes d'une journée de voyage. Benoist signe un contrat de trois mois pour fournir le service avec la chambre de commerce de Saint-Pétersbourg le 17 décembre 1913 qui subventionne 50 % des coûts de démarrage de la compagnie aérienne. Il lance alors la ligne, la St. Petersburg-Tampa Airboat Line, en utilisant un hydravion Benoist XIV, le 1er janvier 1914.
Il s'agit du premier service aérien régulier au monde. Deux Benoist XIV assurent un service bi-quotidien vers Tampa Bay et, à l'expiration du contrat initial le 31 mars 1914, ils avaient transporté 1 204 passagers sans accident, perdant seulement quatre jours à la suite de problèmes mécaniques. Une baisse d'activité conduisit la compagnie aérienne à cesser son activité fin avril 1914 et à vendre ses deux hydravions.

### Ambition de vol transatlantique
Au début de 1913, Benoist et Jannus lancet le développement d'un nouveau grand hydravion capable d'effectuer un vol transatlantique. Lorsque début 1914 le Daily Mail de Londres offre un prix de 50 000 $ pour le premier vol transatlantique de moins de 72 heures, les deux hommes mettent au point l'hydravion Type XV, capable de rester en l'air pendant 40 heures avec six passagers à son bord. Il était prêt à voler en 1915, mais le déclenchement de la Première Guerre mondiale à la fin de juillet 1914 avait rendu impossible toute tentative transatlantique. Benoist Aircraft et la St. Louis Car Company proposent conjointement la construction de 5 000 Type XV pour le Royaume-Uni pour effectuer des patrouilles anti-sous-marines, mais les Britanniques préfèrent les hydravions Curtiss.

### Problèmes financiers et conceptions ultérieures
Incapable d'obtenir un gros contrat pour ses avions pendant la guerre, Benoist Aircraft commence à connaître des problèmes financiers en 1915. Pour réduire les coûts, Benoist déménage d'abord l'entreprise à Chicago (Illinois), puis à Sandusky (Ohio), où elle s'affilie à la Roberts Motor Company, qui était la source préférée de Benoist pour les moteurs d'avion. Benoist conçoit alors l'hydravion de type XVI et l'avion terrestre de type XVII, tous deux apparus en 1916.

### Décès
Benoist décède accidentellement le 14 juin 1917 en se cognant la tête contre un poteau téléphonique alors qu'il descendait d'un tramway devant la Roberts Motor Company à Sandusky. Sans son président et face à des problèmes financiers persistants, la Benoist Aircraft Company et la Roberts Motor Company cessèrent toutes deux leurs activités au début de 1918. Benoist Aircraft avait construit un peu plus de 100 avions au cours de son histoire au moment où il a cessé ses activités.
Benoist est enterré au cimetière de Hopewel (en) dans le comté de Washington (Missouri).